# مطرف
مُطرّف یکی از وزیران و سیاستمداران تابع اسفار بن شیرویه و پس از آن، مرداویج زیاری بود.
وی کسی بود که موجب شد اسفار و سامانیان در معرکه‌ای صلح کنند و اسفار را تحریک کرد تا خراج را بپذیرد و تحت قیومیت امیر سامانی درآید. ولی مدتی بعد با مرداویج متحد شد و علیه اسفار شوریدند.
وی مرداویج را برانگیخت تا علیه ماکان کاکی اقدام کند و مرداویج به بهانه شکنجه یکی از اقوام مطرف، با ماکان جنگید و او را از طبرستان و دیلمان بیرون راند و مطرف را حاکم آنجا کرد.
پس از حمله سامانیان به گرگان و شکست زیاریان، ابوالفضل بلعمی موجب شد میان مطرف و مرداویج اختلاف افتد و مرداویج نهایتاً رای به اعدام مطرف داد.